# Giovanni Baglione

Amor Sagrado versus Amor Profano (1602-1603). Galleria Nazionale d'arte Anticadi Palazzo Barberini, Roma.

Giovanni Baglione (Roma, 1566 — Roma, 30 de dezembro de 1643)  foi um pintor do Barroco e historiador de arte italiano.
Aluno de Francesco Morelli, trabalhou principalmente em Roma, inicialmente em um estilo do final do Maneirismo. Tinha também o nome de Il Sordo del Barozzo. Publicou dois livros: As Nove Igrejas de Roma (1639) e As Vidas dos Pintores, Escultores, Arquitetos e Gravadores (entre 1572-1642).
A obra Amor Sagrado versus Amor Profano, uma resposta a obra de Caravaggio, O Amor Vitorioso, mostra um anjo (o amor sagrado) interrompendo um encontro entre o Cupido (o amor profano) e o Demônio (retratado com o rosto de Caravaggio).
Trabalhou em várias obras em Roma durante os pontificados dos Papas Clemente VIII e Paulo V. Seus principais afrescos estão na Basílica de Santa Maria Maior em Roma, na Cappella Borghese. Pintou uma Última Ceia na San Nicola in Carcere. O Papa Paulo V declarou Baglione como Cavaleiro da Ordem de Cristo pela execução da obra São Pedro ressuscitando Tabata dos Mortos (1607), na Basílica de São Pedro. Morreu em Roma.

## Biografia
Ele nasceu e morreu em Roma, mas de sua própria conta veio de uma família nobre de Perugia. Um aluno do obscuro artista florentino que trabalhava em Roma, Francesco Morelli (não confundir com o posterior gravador franco-italiano Francesco Morelli), ele trabalhou principalmente em Roma, inicialmente com um estilo de maneirismo, influenciado por Giuseppe Cesari (ou o "Cavaliere d'Arpino"). Depois de um "intermezzo Caravaggesco", quando foi fortemente influenciado pelo jovem Caravaggio nos primeiros anos do novo século, e uma fase de influência bolonhesa na década de 1610, o estilo final de Baglione tornou-se mais generalizado e típico dos pintores romanos do início do Barroco, como Guercino, embora sempre refletindo sua formação na tradição italiana central de "desenho", a ausência de que ele criticou no Caravaggisti. Para Rudolf Wittkower, seu estilo "vacilou entre tendências progressistas, sem absorvê-las plenamente".
Ele passou 1621-1622 em Mântua como o pintor da corte de Duque Ferdinando Gonzaga, onde a exposição à fabulosa coleção Gonzaga de pinturas venezianas influenciou seu estilo. Ao contrário, ele permaneceu em Roma, onde foi muito bem sucedido em atrair comissões da corte papal e da aristocracia. Suas pinturas foram descritas pelo historiador de arte Steven F. Ostrow como "extraordinariamente irregulares, na melhor das hipóteses, competentes, e seu trabalho empalidece em comparação com muitos dos artistas contemporâneos que ele copiou", enquanto seus desenhos de giz e caneta e tinta revelam uma força e um lirismo raramente encontrados em suas pinturas". A qualidade de seu trabalho diminuiu drasticamente na década de 1630, altura em que ele estava no final dos anos sessenta. Ele teve uma carreira de sucesso, recebendo um título de cavaleiro na Ordem Suprema de Cristo (a mais alta das ordens papais) em 1606, e seu longo envolvimento com a Accademia di San Luca de Roma e suas biografias revelam "um artista obcecado por status". Ele era um membro da Accademia de 1593 até sua morte e por três vezes foi seu presidente. Além do regular título posterior de "primeiro historiador do barroco romano", em sua vida ele também foi apelidado de "Il Sordo del Barozzo" quando sofria de surdez. Ele morreu em Roma em 30 de dezembro de 1643 com a idade de 77 anos.